# وردة تيودور

وردة تيودور.

وردة تيودور (بالإنجليزية: Tudor rose)‏ هي شعار النبالة لأسرة تيودور، أتت من اندماج شعاري النبالة لعائلة لانكاستر ويورك، وردة لانكاستر الحمراء شعار أسرة لانكاستر أما وردة يورك البيضاء فهي رمز أسرة يورك. بعد توحد العائلتين وانتهاء حرب الوردتين قام هنري تيودور بالزواج من نسل يورك ابنة إدوارد الرابع إليزابيث يورك.

## معرض صور

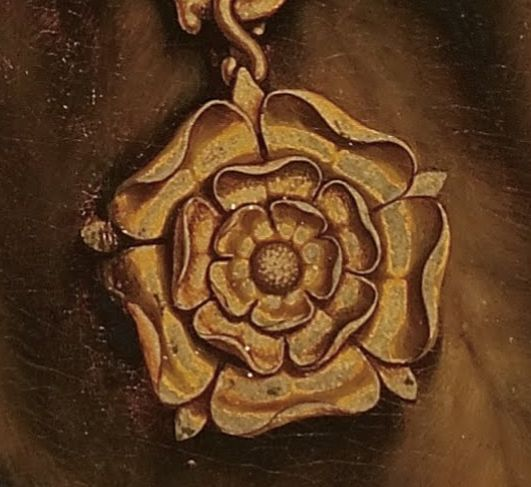

- ملف:Twenty pence United Kingdom 1982 revers.jpg